# 狗鱼
狗鱼属（Esox）為輻鳍魚綱狗魚目狗魚科下最有代表性的一属，包括7種掠食性淡水鱼，其中两种拥有已经公认的亚种。
狗鱼属的拉丁文学名Esox来自于古希腊语ἴσοξ（ee-soks），意思是“大鱼”，形似仿古并与凯尔特语中威尔士语的eog、爱尔兰盖尔语的iasc以及山地高卢语的*esosk同源，符合原始印欧语中的“鱼”*pei(k)sk。老普林尼在《博物志》中使用的拉丁文称呼主要指当时莱茵河中的一种鲑科大鱼。亚历山太的赫西丘斯的著作是最早以水生动物提及Esox的作品。后来卡尔·林奈将Esox的定义给予了与鲑形目外形相似但是分类不同的狗鱼目。
英语中狗鱼的俗称“pike”是“pike-fish”的缩写，用来形容其尖吻，来源于古英语píc，原意是“镐头”。现代英语中“pike”通常指成年鱼，而小称词“pickerel”则指未成年鱼或体型较小的品种。

## 分布
狗鱼主要分布於北美洲及欧亚大陆淡水區域，但也会短暂滞留在河口湾（甚至波罗的海等内海）的半咸水区域进行捕食。

## 特徵
本科魚體延長，吻端尖，尾鰭分叉，側線完整且連續，具8個或更多眶下管；鰓條骨10至20根，具有鼻骨，脊椎骨43至67個，體長最大可達1.4公尺。

## 下属物种
本属包括以下物种：
- 帶紋狗魚 Esox americanus ，也称美洲狗鱼（American pickerel）
  - 红鳍狗鱼 Esox americanus americanus ，也称溪流狗鱼（brook pickerel），亚种
  - 蟲紋狗魚 Esox americanus vermiculatus ，也称草纹狗鱼（grass pickerel），亚种
- 阿基坦狗鱼 Esox aquitanicus ，2014年定义的在法国西南夏朗德河和阿杜尔河流域中发现的新物种[5]
- 意大利狗鱼 Esox cisalpinus ，也称南方狗鱼（southern pike）
- 白斑狗魚 Esox lucius ，也称北方狗鱼（northern pike），模式种
- 北美狗魚 Esox masquinongy ，也称大狗鱼（muskellunge），最大种
  - 斑点大狗鱼 Esox masquinongy masquinongy ，亚种
  - 条纹大狗鱼 Esox masquinongy ohioensis ，亚种
  - 浅色大狗鱼 Esox masquinongy immaculatus ，亚种
- 暗色狗魚 Esox niger ，也称链纹狗鱼（chain pickerel）
- 黑斑狗魚 Esox reichertii ，也称阿穆尔狗鱼（Amur pike）

## 生態
本科魚類棲息在淡水的溪流或湖泊中，屬肉食性魚類，以小魚、昆蟲及兩棲類等為食，成魚冬季會往水較深的地方遷移。

## 經濟利用

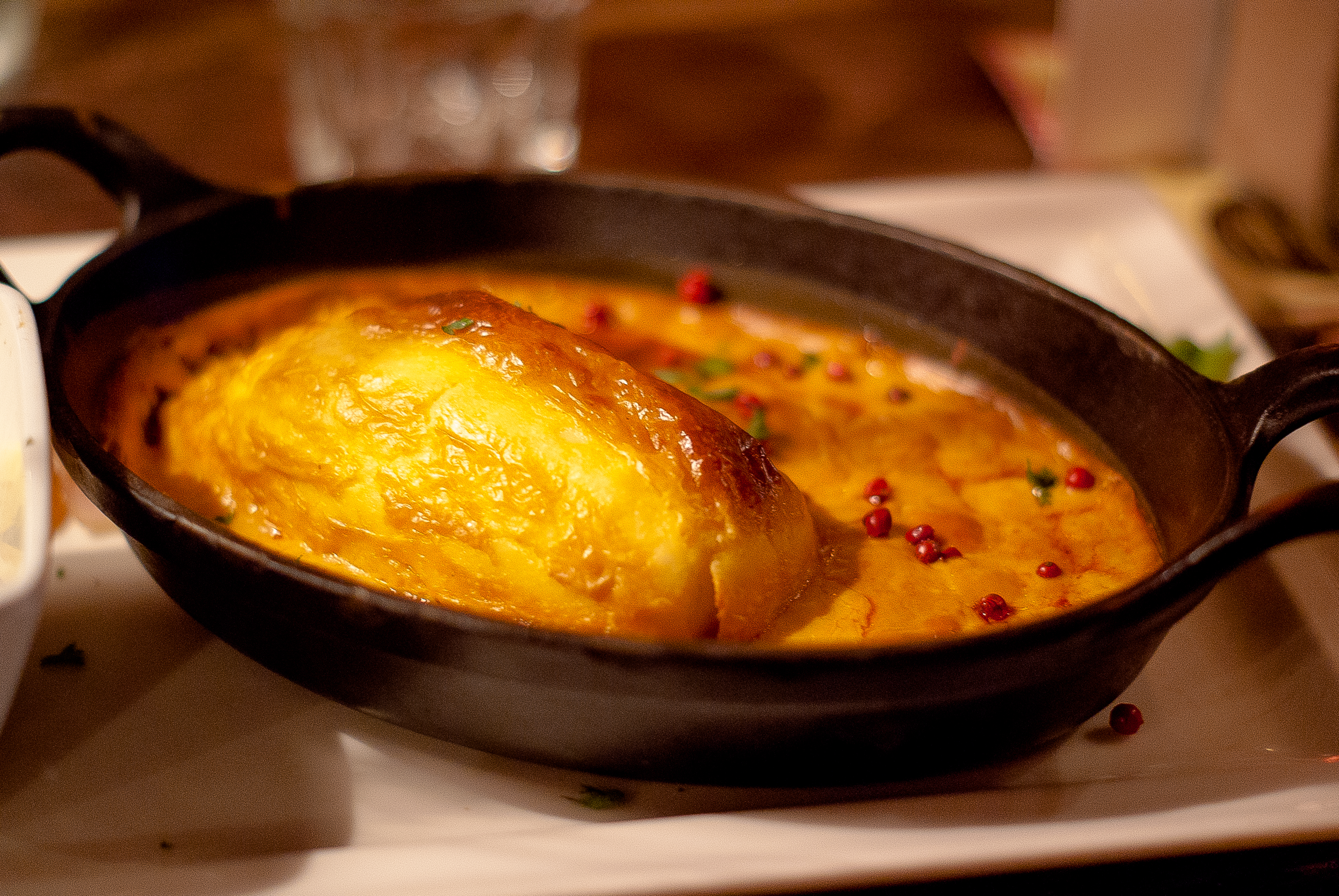
梭鱼丸佐楠蒂阿鳌虾酱

狗鱼的肉味鲜美，但分叉的细刺太多，对不善于吃多骨鱼的人来说是个烹饪难题。法式名菜“可内乐”就是专门用来应对多刺河鱼的，将鱼肉去骨后切成小丁并加入蛋白打成肉泥，接着调和奶糊将混合物以筲箕过滤至无杂质，将之冷藏降温后缓慢加入鲜奶油以打蛋器打松至绵密细白，定型后用汤匙刮起鱼霜做成鱼丸轻放入为滚水中以小火煮后佐以酱料炙烤即可。狗鱼肉经常结合楠蒂阿特产的鳌虾酱烹调成经典菜“梭鱼可内乐”（quenelles de brochet，“梭鱼”在法语中泛指一切嘴尖体细的掠食鱼），法国的里昂和楠蒂阿都以梭鱼丸特色菜闻名，以至于美食作家奥古斯特·埃斯科菲耶误以为如此烹饪已经完全取缔了整鱼料理。